# Diecezja Nyahururu
Diecezja Nyahururu – diecezja rzymskokatolicka  w Kenii. Powstała w 2002.

## Biskupi diecezjalni
- Bp Luigi Paiaro (2003 -  2011)
- Bp Joseph Mbatia (od 2011)